# Amchawaja 2
Amchawaja 2 (biał. Амхавая 2; ros. Амховая 2, pol. hist. Amchowa) – wieś na Białorusi, w obwodzie mohylewskim, w rejonie mohylewskim, w sielsowiecie Padhorje, przy drodze republikańskiej R71.
Do 1917 położona była w Rosji, w guberni mohylewskiej, w powiecie czauskim. Następnie w granicach Związku Sowieckiego. Od 1991 w niepodległej Białorusi.